# Alqosh
 (mars 2012).
Si vous disposez d'ouvrages ou d'articles de référence ou si vous connaissez des sites web de qualité traitant du thème abordé ici, merci de compléter l'article en donnant les références utiles à sa vérifiabilité et en les liant à la section « Notes et références ».
Al-Koch, Alqoche, Alqosh, ou al-Qūš est une ville assyrienne d'Irak, qui se situe dans les plaines de Ninive.

## Géographie
La ville se situe dans le district de Tel Keppe (anciennement dans celui d'al-Shîkhân), à environ 45 km au nord de Mossoul. 

## Histoire
L'origine de la ville remonte à l'Empire assyrien. En effet, le nom a été retrouvé dans une inscription du palais de Sennacherib (704-681 av. J.-C.), sur le site de l'antique Ninive, les « montagnes d'Alqosh » étant l'origine des pierres utilisées pour les constructions de ce roi. Les ruines de Shayro Meliktha, à trois kilomètres à l'ouest de la ville, sont celles d'un temple datant de la même époque. Mais malgré la tradition rapportée par l'archéologue britannique Austen Henry Layard, qui visitait la région en 1847, il est peu probable que l'« Elqosh » du Livre de Nahum (qui commence par le verset « Oracle sur Ninive. Livre de la Vision de Nahum d'Elqosh ») doive être identifié à l'Alqosh actuelle[réf. nécessaire]. 
La ville est connue comme un foyer du christianisme oriental de tradition dite « assyro-chaldéenne » (depuis le XIXe siècle, de l'Église catholique chaldéenne) et linguistiquement du soureth, dialecte moderne de l'araméen. Situé à trois kilomètres au nord-est de la ville, le monastère Rabban Hormizd, fondé vers 640 sur la pente rocheuse d'une montagne, fut le siège des patriarches héréditaires de l'Église de l'Orient (dite « nestorienne ») entre le XVIe et le XVIIIe siècle. Abandonné dans les années 1740 pour des raisons sanitaires, il a été restauré en 1808 comme monastère-séminaire par un religieux uni au pape. Il est devenu depuis un foyer de rayonnement de l'Église catholique chaldéenne. 
En 1859, un nouvel établissement est construit dans la plaine, plus près d'Alqosh, sous le nom de monastère Notre-Dame-des-Semences. Il a progressivement remplacé l'ancien. Ce monastère est célèbre pour sa bibliothèque riche de manuscrits en langue syriaque. Malgré des destructions dues à des attaques de pillards (notamment en 1828 et en 1868), cette bibliothèque a toujours été reconstituée.
En 2014, après la prise de la région par l'organisation État islamique, celle-ci lance une offensive contre Al-Koch, qui est arrêtée par des peshmergas kurdes à deux kilomètres de la ville[réf. nécessaire]. De nombreux habitants chrétiens prennent alors la fuite de peur d'être pris pour cibles par les djihadistes. En septembre 2014, on estime le nombre de familles restées dans la ville à moins de 300.

## Population et société

### Démographie
La population, d'environ 20 000 habitants dans les années 1960, était estimée à moins de 15 000 habitants avant l'offensive de l'organisation État islamique en 2014. Depuis, de nombreux habitants ont migré en Europe ou aux États-Unis. En août 2016, la population est estimée à 10 000 habitants.

## Personnalités
- Amel Shimoun Nona, prélat catholique chaldéen irakien.
- Hirmis Abouna (1940-2009), historien assyrien de langue anglaise

## Lien Externe
- L´église Mar Guorguis d´Alqosh
- Le monastère Notre-Dame des Moissons
- Tombeau de Nahum